# Ton van Loon
Antonie Johannes Hendrikus (Ton) van Loon (Weert, 10 oktober 1956) is een Nederlandse generaal b.d.
Van Loon studeerde aanvankelijk rechten maar beëindigde deze studie voortijdig om een opleiding aan de Koninklijke Militaire Academie in Breda te beginnen. Na voltooiing hiervan vervulde hij een verscheidenheid aan functies binnen de Koninklijke Landmacht. Hij was onder meer commandant van het artillerie-onderdeel in de Duitse legerplaats Seedorf en later stafofficier bij het Eerste Duits-Nederlandse Legerkorps in Duitsland. Ook diende hij een half jaar in Kosovo, als commandant van 11 Afdeling Rijdende Artillerie (de 'Gele Rijders'). In 2006 werd hij bevorderd tot generaal-majoor.
Van 1 november 2006 tot 1 mei 2007 voerde hij het commando over het Regional Command South van de ISAF in Zuid-Afghanistan. Hij was daarmee de eerste Nederlandse generaal die in het kader van de oorlog in Afghanistan met een dergelijke legermissie was belast. Zijn voorganger was de Canadese brigadegeneraal David Fraser, zijn opvolger de Britse generaal-majoor Jacko Page.
Op 13 april 2010 nam hij het commando over van het Eerste Duits-Nederlandse Legerkorps (1 GE/NL Corps) in Münster, Duitsland. Hij is daarvoor op 1 april 2010 bevorderd tot luitenant-generaal.
Op 26 september 2013 droeg Van Loon het legerkorpscommando over aan de Duitse luitenant-generaal Volker Halbauer en is met functioneel leeftijdsontslag. Van Loon werd (ten gevolge van zijn afscheid) onderscheiden tot Officier in de Orde van Oranje-Nassau met de Zwaarden en benoemd tot Grootofficier in de Orde van Verdienste van de Bondsrepubliek Duitsland.